# Església del castell de Sant Martí de Puigbò
L'Església del castell de Sant Martí de Puigbò és una església romànica del municipi de Gombrèn (Ripollès) inclosa en l'Inventari del Patrimoni Arquitectònic de Catalunya.

## Descripció
Damunt d'un turó sobre el marge esquerres de la riera de Puigbò, es troben les restes de d'una fortificació, amb una torres encara aixecada en la seva meitat, restes dels murs de les dependències i l'absis romànic de l'antiga parròquia de Puigbò. Les restes arquitectòniques enfonsades, han set cobertes per herba, formant uns prats amb suau pendent on existeix una roureda.

## Història
L'absis de l'església correspon als segles X o XI, i deuria ésser originalment la capella del castell allí existent que degué donar origen al veïnat de Puigbò. Primer es deia St. Martí de Puigmal però al S.XIII es substituí aquest topònim pel de Puigbò. Pot ésser que a principis del S.XVIII degut a l'abandó en què es deuria trobar la fortalesa i estructures de l'església, es decidí de construir-ne una de nova a prop, coincidint amb el desenvolupament agrícola de la zona. Això degué portar l'abandó total de la primitiva església fins a la seva ruïna total.